# Yvonne Zeibig
Yvonne Zeibig (* 25. April 1975) ist eine frühere deutsche Biathletin und Skilangläuferin.
Yvonne Zeibig vom SV Oberwiesenthal gehörte um die Jahrtausendwende zum erweiterten deutschen Nationalkader im Biathlonsport. Einen ersten großen internationalen Erfolg feierte sie, als sie mit der zweiten deutschen Staffel beim Rennen am 15. Januar 2000 an der Seite von Martina Hubbauer, Sabine Flatscher und Tanja Bauer ein Rennen im Europacup gewinnen und dabei die erste deutsche Staffel mit Peggy Wagenführ, Janet Klein, Simone Denkinger und Kati Wilhelm auf Rang zwei verweisen konnte. Bei den Biathlon-Europameisterschaften 2000 in Kościelisko wurde Zeibig 20. im Einzel, 25. im Sprint und 21. der Verfolgung. Bei den Deutschen Meisterschaften gewann sie hinter Wilhelm und Katrin Apel im Sprint die Bronzemedaille. In der Gesamtwertung der Saison 2000/01 im Europacup kam die auf den achten Platz.
Zur Saison 2001/02 wechselte Zeibig zum Skilanglauf. Schon 2000 gewann sie bei den Deutschen Meisterschaften mit der zweiten Staffel Sachsens die Silbermedaille. Ihr erstes FIS-Rennen am 1. Dezember 2001 auf der Tauplitzalm gewann sie, zwei Wochen später in der Ramsau eine Doppelverfolgung im Skilanglauf-Kontinentalcup. An selber Stelle folgte eine Woche später das Debüt bei einem Massenstart-Freistilrennen im Skilanglauf-Weltcup. Es folgten weitere Rennen auf verschiedenen Strecken, bei denen sie meist knapp ihre ersten Punktgewinne verpasste. Bei einem Freistil-Teamsprint wurde zeibig im Januar 2002 in Nové Město na Moravě wurde sie an der Seite von Isabel Klaus Achte. Es folgte die Militär-Skiweltmeisterschaft 2002 in Kranjska Gora, bei der sie als Fünftplatzierte über 10 Kilometer Freistil eine Medaille um Sekunden verpasste. Bei den Deutschen Meisterschaften gewann Zeibig hinter Evi Sachenbacher und Stefanie Böhler bei der einmalig auf 7,5-Kilometer reduzierten 10-Kilometer-Strecke die Bronzemedaille. Zum Auftakt der Saison 2002/03 gewann sie in Düsseldorf im Freistilsprint als 30. erstmals einen Weltcuppunkt. Bei ihren beiden letzten Weltcuprennen im Januar und Februar 2003, einem 10-Kilometer-Klassik-Massenstart in Oberhof und einem Freistil-Sprint in Reit im Winkl, erreichte sie mit Rang 28 ihre besten Resultate. In Rovaniemi nahm sie nochmals an der Militär-Skiweltmeisterschaft teil und wurde dort Sechste über 10 Kilometer Freistil. Mit einem Sieg beim Skimarathon über 42 km in Oberwiesenthal beendete sie ihre Karriere. Bis 2005 folgten nur noch Einsätze in unterklassigen Rennen wie dem Kontinentalcup und dem Marathoncup.

## Belege
1. ↑  Ex-Langläuferin Wilhelm besiegt Apel (Memento vom 29. Dezember 2010 im Internet Archive)

| Personendaten    | Personendaten       |
| ---------------- | ------------------- |
| NAME             | Zeibig, Yvonne      |
| KURZBESCHREIBUNG | deutsche Biathletin |
| GEBURTSDATUM     | 25. April 1975      |